# قائمة حائزي رتبة الإمبراطورية البريطانية من طبقة فارس
هذه قائمة حائزي رتبة الإمبراطورية البريطانية من طبقة فارس منذ إنشائها سنة 1917 إلى اليوم، مرتبة من الأقدم إلى الأحدث، وبين القوسين ـ بعد الاسم ـ تاريخ منح الرتبة كما ورد في جريدة ذا لندن غازيت الرسمية.

## العقد الثاني من القرن العشرين

### 1917
- - الفيلد مارشال دوق كونوت وستراذرن (4 يونيو)[1]
  - الفيكونت غلادستون (4 يونيو)[1]
  - اللورد إيموت (4 يونيو)[1]
  - اللورد مولتون (4 يونيو)[1]
  - اللورد سايدنهام (4 يونيو)[1]
  - اللورد ستراثكلايد (4 يونيو)[1]
  - اللورد كنليف (4 يونيو)[1]
  - آرثر ستانلي (4 يونيو)[1]
  - السير إريك غيديس (4 يونيو)[1]
  - سير آرثر بيرسون (4 يونيو)[1]
  - القاضي سانكي (4 يونيو)[1]
  - القاضي ينغر (4 يونيو)[1]
  - ألكسندر ماكدويل (4 يونيو)[1]
  - اللورد تشيلمسفورد (4 ديسمبر)[2]
  - اللورد ويلينغدون (4 ديسمبر)[2]
  - كولونيل فخري عثمان علي خان (4 ديسمبر)[2]
  - كولونيل فخري مهراجا ميسور (4 ديسمبر)[2]
  - ميجور جنرال فخري مهراجا غواليور (4 ديسمبر)[2]

### 1918
- - Lieutenant-General The Maharaja of Jammu and Kashmir  [لغات أخرى]‏[3]
  - Major-General The Maharaja of Jaipur  [لغات أخرى]‏[3]
  - Lieutenant-Colonel The Maharaja of Kotah  [لغات أخرى]‏[3]
  - Lieutenant-Colonel The Mahajara of Patiala  [لغات أخرى]‏[3]
  - Sir Thomas Dunlop, Bt.  [لغات أخرى]‏[4]
  - William Henry Ellis  [لغات أخرى]‏[4]
  - Sir Richard Garton[4]
  - Sir David Harrel  [لغات أخرى]‏[4]
  - Sir Robert Hudson[4]
  - Sir Arthur Lee  [لغات أخرى]‏[4]
  - Sir William Plender  [لغات أخرى]‏[4]
  - General ريجنالد ونجت[4]
  - باسل زاهروف (honorary)[5]
  - David Brooks  [لغات أخرى]‏[6]
  - Sir William Garstin  [لغات أخرى]‏[6]
  - Sir Charles Blair Gordon  [لغات أخرى]‏[6]
  - The Earl of Plymouth  [لغات أخرى]‏[6]
  - The Very Reverend Thomas Strong  [لغات أخرى]‏[6]
  - The Reverend John Pentland Mahaffy[7]
  - The Earl of Liverpool  [لغات أخرى]‏[8]
  - Lieutenant-General Sir Herbert Miles  [لغات أخرى]‏[9]

### 1919
- Military Division
  - Lieutenant-General Sir Henry Sclater  [لغات أخرى]‏ (1 January)[10]
  - Honorary مقدم  [لغات أخرى]‏ The Maharaja of Nawanagar  [لغات أخرى]‏ (3 يونيو)[11]
  - Major-General Sir Frederick Sykes  [لغات أخرى]‏ (26 August)[12]
- Civil Division
  - Walter Durnford (8 January)[13]
  - Sir Charles Ellis (8 January)[13]
  - The Viscount Peel  [لغات أخرى]‏ (8 January)[13]
  - The Lord Raglan  [لغات أخرى]‏ (8 January)[13]
  - Sir Edward Ward, Bt.  [لغات أخرى]‏ (8 January)[13]
- Division and date unknown
  - Baber Shamsher Jang Bahadur Rana (honorary)

## عشرينيات القرن العشرين

### 1920
- القسم المدني
  - Sir Alexander Baird, Bt.  [لغات أخرى]‏ (1 January)[14]
  - The Viscount Chilston  [لغات أخرى]‏ (1 January)[14]
  - قائد لواء  [لغات أخرى]‏ الكسندر غيب  [لغات أخرى]‏ (1 January)[14]
  - عقيد  [لغات أخرى]‏ Sir James Gildea  [لغات أخرى]‏ (1 January)[14]
  - Sir Charles Harris  [لغات أخرى]‏ (1 January)[14]
  - Sir Nathaniel Highmore  [لغات أخرى]‏ (1 January)[14]
  - Sir Robert Horne  [لغات أخرى]‏ (1 January)[14]
  - Sir Robert Kindersley  [لغات أخرى]‏ (1 January)[14]
  - Sir Harry Livesey  [لغات أخرى]‏ (1 January)[14]
  - The Earl of Merth  [لغات أخرى]‏ (1 January)[14]
  - Sir Thomas Munro  [لغات أخرى]‏ (1 January)[14]
  - Sir John Denison-Pender  [لغات أخرى]‏ (1 January)[14]
  - Aurelian Ridsdale (1 January)[14]
  - Arthur Shipley (1 January)[14]
  - هنري سميث  [لغات أخرى]‏ (1 January)[14]
  - Sir Percy Bates, Bt.  [لغات أخرى]‏ (5 يونيو)[15]
  - Sir John MacLeod  [لغات أخرى]‏ (5 يونيو)[15]
  - مقدم  [لغات أخرى]‏ توماس بي. روبنسون (5 June)[15]
  - هربرت صموئيل (11 June)[16]
  - أوين كوكس (15 October)[17]

- القسم والتاريخ غير معلومين
  - هنري مورغنثاو (رائد أعمال) (honorary)
  - عبد الله الأول بن الحسين (honorary) (honorary)
  - Prince Zeid bin Hussein (honorary)
  - علي بن حسين (honorary)
  - Padma Shamsher Jang Bahadur Rana (honorary)
  - Frederic Courtland Penfield (honorary)

### 1921
- القسم العسكري
  - Lieutenant-General Sir Richard Haking  [لغات أخرى]‏ (1 January)[18]
  - Honorary Major-General The Maharaja of Bikaner  [لغات أخرى]‏ (1 January)[18]
- Division and date unknown
  - The Earl of Scarbrough  [لغات أخرى]‏
  - Count Sutemi  [لغات أخرى]‏ (honorary)

### 1922
- القسم العسكري
  - أدميرال (البحرية الملكية) Sir Reginald Tupper  [لغات أخرى]‏ (28 ديسمبر)[19]
  - Lieutenant-General Sir Charles Harington Harington  [لغات أخرى]‏ (28 ديسمبر)[19]
- القسم المدني
  - Evelyn Cecil  [لغات أخرى]‏ (2 يناير)[20]
  - تشارلز شرينغتون (2 يناير)[20]
  - Sir Laming Worthington-Evans, Bt.  [لغات أخرى]‏ (3 June)[21]
  - هربرت لويس (19 أكتوبر)[22]
  - Sir Philip Sassoon, Bt.  [لغات أخرى]‏ (19 أكتوبر)[22]
  - Sir Malcolm Fraser, Bt.  [لغات أخرى]‏ (30 ديسمبر)
  - The Viscount St Davids  [لغات أخرى]‏ (التاريخ غير معلوم)
  - خوسيه إيفاريستو (التاريخ غير معلوم)

### 1923
- القسم المدني
  - Sir Harry Lamb (2 June)
  - Major-General لي ستاك (2 June)
  - Sir Guy Granet  [لغات أخرى]‏ (2 June)
  - Sir Drummond Chaplin  [لغات أخرى]‏ (2 June)

### 1924
- القسم العسكري
  - أدميرال (البحرية الملكية) Sir Alexander Duff  [لغات أخرى]‏ (3 يونيو)
- Civil Division
  - Robert Donald (3 يونيو)
  - Sir Howard Frank, Bt.  [لغات أخرى]‏ (3 يونيو)
  - Sir Josiah Stamp  [لغات أخرى]‏ (3 يونيو)
  - Sir Mansfeldt Findlay  [لغات أخرى]‏ (3 يونيو)
  - مشير ميداني هربرت بلومر (3 يونيو)

### 1925
- القسم العسكري
  - Lieutenant-General Sir George Macdonogh  [لغات أخرى]‏ (17 يوليو)
- Civil Division
  - Major-General The Lord Cheylesmore  [لغات أخرى]‏ (3 يونيو)
  - Sir Frederic Kenyon  [لغات أخرى]‏ (3 يونيو)
  - Sir John Snell  [لغات أخرى]‏ (3 يونيو)
  - هيو كليفورد (3 يونيو)
- القسم والتاريخ غير معلومين
  - إغناتسه يان بادروفسكي (honorary)

### 1926
- القسم العسكري
  - أدميرال (البحرية الملكية) Sir Frederic Edward Errington Brock  [لغات أخرى]‏ (5 يونيو)
- القسم المدني
  - Lieutenant-General Sir Travers Clarke  [لغات أخرى]‏ (19 يناير)
  - The Lord Islington  [لغات أخرى]‏ (5 يونيو)
  - Sir William Mackenzie  [لغات أخرى]‏ (5 يونيو)
  - The Lord Queensborough  [لغات أخرى]‏ (5 يونيو)

### 1927
- القسم العسكري
  - General Sir Noel Birch  [لغات أخرى]‏ (9 December)
- القسم المدني
  - Sir Frank Heath (3 يونيو)
  - مقدم  [لغات أخرى]‏ صمويل هور (3 يونيو)
  - أوتو نيميير  [لغات أخرى]‏ (3 يونيو)
  - Sir Richard Threlfall  [لغات أخرى]‏ (3 يونيو)
  - Hilton Young  [لغات أخرى]‏ (3 يونيو)
  - Sir Henry Strakosch  [لغات أخرى]‏ (3 يونيو)
  - General The Earl of Cavan  [لغات أخرى]‏ (27 يونيو)
  - Sir Rowland Blades, Bt.  [لغات أخرى]‏ (27 سبتمبر)
  - عقيد  [لغات أخرى]‏ السير جاغاتجيت سينغ (29 نوفمبر)

### 1928
- القسم المدني
  - Sir John Dewrance (4 يونيو)
  - Sir William Grenfell Max Muller  [لغات أخرى]‏ (4 يونيو)
  - عميد Sir Henry Maybury  [لغات أخرى]‏ (4 يونيو)
  - Sir John Oakley (4 يونيو)
  - The Lord Phillimore  [لغات أخرى]‏ (7 أغسطس)
  - عميد Sir William Horwood  [لغات أخرى]‏ (2 نوفمبر)
  - Luis Alberto de Herrera (honorary) (date unknown)

### 1929
- القسم العسكري
  - Air vice-marshal Sir Philip Game  [لغات أخرى]‏ (1 January)[23]

- القسم المدني
  - Sir Arthur Crosfield, Bt.  [لغات أخرى]‏ (1 مارس)
  - Sir Henry Dobbs (1 مارس)
  - Sir William McLintock  [لغات أخرى]‏ (1 مارس)
  - Sir William Symington McCormick  [لغات أخرى]‏ (1 مارس)
  - Sir Arthur Duckham (3 يونيو)
  - Sir Francis Taylor  [لغات أخرى]‏ (3 يونيو)
  - Sir Beilby Alston  [لغات أخرى]‏ (3 يونيو)[24]
  - Sir Harold Bowden, Bt.  [لغات أخرى]‏ (28 يونيو)
  - Sir Philip Cunliffe-Lister  [لغات أخرى]‏ (28 يونيو)
  - Commander Bolton Eyres-Monsell  [لغات أخرى]‏ (28 يونيو)

## ثلاثينيات القرن العشرين

### 1930
- Military Division
  - Admiral Sir Edward Bradford  [لغات أخرى]‏ (1 January)
- Civil Division
  - Antonio Chiaramonte Bordonaro (honorary) (date unknown)
- Division and date unknown
  - Ras Kassa Darge  [لغات أخرى]‏ (honorary)

### 1931
- لم تُمنح الرتبة لأحد في سنة 1931.

### 1932
- القسم المدني
  - السير روبرت جيبسون (3 يونيو)
- القسم والتاريخ غير معلومين
  - امها سلاسي (شرفية)
  - الأمير فيصل بن عبد العزيز آل سعود (شرفية)

### 1933
- لم تُمنح الرتبة لأحد في سنة 1933.

### 1934
- Military Division
  - أدميرال (البحرية الملكية) هوارد كيلي  [لغات أخرى]‏ (1 January)
- Civil Division
  - ألان أندرسون (4 June) [25]
  - Sir John Reith  [لغات أخرى]‏ (4 June) [25]
  - Colonel Malik Sir Umar Hayat Khan  [لغات أخرى]‏ (4 June)
- Division and date unknown
  - Bahadur Shamsher Jang Bahadur Rana (honorary)

### 1935
- Military Division
  - General Sir Felix Ready  [لغات أخرى]‏ (3 June)
- Civil Division
  - Sir George Newman  [لغات أخرى]‏ (3 June)
  - إدوارد وينتورث بيتي (3 June)
  - Sir Ibrahim Rahimtoola  [لغات أخرى]‏ (3 June)
  - إبراهيم المشهور (honorary) (3 June)
  - خليفة بن حارب (honorary) (3 June)
  - Sir Stephen Killik  [لغات أخرى]‏ (27 September)

### 1936
- Civil Division
  - سيدني بارتون (1 January)
- 1937: Archibald Rice Cameron  [لغات أخرى]‏، Frederic Dreyer، Ernest Strohmenger، Kaiser Shumsher Jang Bahadur Rana (honorary)
- 1938: أندرو دونكان، كارل غوستاف إميل مانرهايم (honorary), The Earl of Onslow  [لغات أخرى]‏
- 1939: فرانك سميث  [لغات أخرى]‏

## أربعينيات القرن العشرين
- 1941: Frederick Bowhill، ريجنالد سميث، Thomas Gardiner، The Viscount Nuffield  [لغات أخرى]‏، Arthur Robinson، The Lord Rushcliffe  [لغات أخرى]‏، هنري ميتلاند ويلسون
- 1942: Charles Little  [لغات أخرى]‏، 1st Baron Riverdale  [لغات أخرى]‏
- 1943: أعظم جاه، توماس بلامي، هنري ديل، Edgar Ludlow-Hewitt، Percy Noble  [لغات أخرى]‏، William Platt، William Charles Wright  [لغات أخرى]‏
- 1944: Cowasji Jehangir, 2nd Baronet  [لغات أخرى]‏، Allan Powell، 1st Baron Salter  [لغات أخرى]‏
- 1945: Vijayaraji Khengarji Sawai Bahadur  [لغات أخرى]‏، Christopher Courtney، The Viscount Finlay  [لغات أخرى]‏، Ernest Gowers، 1st Baronet Lithgow  [لغات أخرى]‏، Maharaja of Rajpipla
- 1946: 1st Baron Alness  [لغات أخرى]‏، إدوارد فيكتور أبلتون، Thomas Barlow  [لغات أخرى]‏، Muhammad Ahmad Said Khan Chhatari، Douglas Evill, Henry French, Alexander Hood  [لغات أخرى]‏، Maurice Holmes  [لغات أخرى]‏، Harold Howitt، Hubert Huddleston، 1st Baron Iliffe  [لغات أخرى]‏، جون كينيدي (عسكري), آرثر باور  [لغات أخرى]‏, Charles Kennedy-Purvis، Henry Peat، Thomas Williams Phillips، Hubert Rance، Bernard Rawlings  [لغات أخرى]‏، James Somerville، وليم سليم، 1st Baronet Thomson  [لغات أخرى]‏، Maharaja of Tripura  [لغات أخرى]‏
- 1947: جون تشانسلور, William Currie, Geoffrey Layton، George Sansom  [لغات أخرى]‏، 3rd Baronet Sassoon  [لغات أخرى]‏
- 1948: 4th Baronet Christison  [لغات أخرى]‏، Guy Garrod، إدوارد ميلانبي، Sir Cyril Radcliffe  [لغات أخرى]‏، Reginald Leeper، John Waddington  [لغات أخرى]‏
- 1949: Robert Howe  [لغات أخرى]‏، ويلسون جيمسون، Walter Moberly  [لغات أخرى]‏، 2nd Baron Robertson of Oakridge  [لغات أخرى]‏

## خمسينيات القرن العشرين
- 1950: Robert Burnett، Ralph Cochrane، 6th Earl of Ilchester  [لغات أخرى]‏، Donald Gainer، 1st Baron Silsoe  [لغات أخرى]‏، 1st Baronet Stewart of Strathgarry  [لغات أخرى]‏
- 1951: Patrick Brind، 28th Earl of Crawford  [لغات أخرى]‏، Lord Porter  [لغات أخرى]‏، نيل ريتشي
- 1952: Leslie Hollinghurst، Henry Mack  [لغات أخرى]‏, Alfred Bates M.C.
- 1953: Siddiq Abubakar III (honorary), Hilary Blood  [لغات أخرى]‏، 1st Baron Brabazon of Tara  [لغات أخرى]‏، فيليب دوق إدنبرة، Alvary Gascoigne، سيسيل هاركورت، نوكس هيلم، 1st Baron Llewellin  [لغات أخرى]‏, هيو لويد  [لغات أخرى]‏, 5th Earl of Limerick  [لغات أخرى]‏, قاي راسيل  [لغات أخرى]‏, Frank Simpson  [لغات أخرى]‏، Charles Woolley  [لغات أخرى]‏
- 1954: 3rd Baron Aberdare  [لغات أخرى]‏، محمد إدريس السنوسي، John Wakeling Baker  [لغات أخرى]‏، 2nd Baronet Bowater  [لغات أخرى]‏، Gilbert Rennie، John Whitworth-Jones
- 1955: 3rd Viscount Esher  [لغات أخرى]‏، Geoffrey Oliver، 1st Baron Rootes  [لغات أخرى]‏، John Troutbeck  [لغات أخرى]‏
- 1956: 9th Earl De La Warr  [لغات أخرى]‏, مايلز ديمبسي  [لغات أخرى]‏, 1st Baron Erskine of Rerrick  [لغات أخرى]‏، John Morison، Christopher Warner، John Whiteley  [لغات أخرى]‏
- 1957: Nevil Brownjohn، 16th Earl of Dalhousie  [لغات أخرى]‏، Francis Evans  [لغات أخرى]‏، Francis Fogarty، Archibald Forbes، 1st Baron Hailes  [لغات أخرى]‏، تشارلز فريدريك كيتليى، Charles Pizey، Geoffrey Thompson  [لغات أخرى]‏
- 1958: 1st Baron Citrine  [لغات أخرى]‏، دونالد هاردمان، Claude Pelly، Denis Truscott، 2nd Baronet Yarrow  [لغات أخرى]‏
- 1959: John Balfour  [لغات أخرى]‏، 1st Viscount Kemsley  [لغات أخرى]‏، William Palmer، Frederick Parham

## 1960s
- 1960: 4th Baron Cottesloe  [لغات أخرى]‏، Gerald Gladstone  [لغات أخرى]‏، Ian Jacob، Sir Ivo Mallet  [لغات أخرى]‏,[26] Cecil Sugden
- 1961: 5th Earl of Bandon  [لغات أخرى]‏، James Bowker، Ellis Hunter، William Luce، Ivan Stedeford
- 1962: Kenneth Blackburne، Hector Hetherington، Oscar Morland
- 1963: Colville Deverell، Walter Merton، Harold Pyman، 10th Earl of Selkirk  [لغات أخرى]‏، Geoffrey Wallinger  [لغات أخرى]‏، Wilfrid Woods
- 1964: Arthur fforde، James Harman، George Labouchere، Roderick McLeod
- 1965: Walter Cheshire، Alexander Gordon  [لغات أخرى]‏، James Miller، William Oliver  [لغات أخرى]‏
- 1966: Robert Bray  [لغات أخرى]‏، Lionel Denny، Alfred Earle، John Graham Hamilton، Hugh Stephenson
- 1967: John Anderson  [لغات أخرى]‏، Robert Bellinger، ألكسندر بوستامانتي، Leslie O'Brien  [لغات أخرى]‏
- 1968: The Duke of Norfolk  [لغات أخرى]‏، Nigel Henderson، Gilbert Inglefield
- 1969: Kenneth Darling، Charles Gairdner، Sir Louis Gluckstein  [لغات أخرى]‏,[27] Arthur Kirby، David Lee  [لغات أخرى]‏، Charles Trinder

## 1970s
- 1970: Ian Bowater، The Lord Thomson of Fleet  [لغات أخرى]‏[28]
- 1972: Sir Edward Howard  [لغات أخرى]‏
- 1973: The Lord Martonmere  [لغات أخرى]‏، The Lord Cole  [لغات أخرى]‏
- 1974: Murray Fox، جاك مارشال، The Lord Shawcross  [لغات أخرى]‏[29]
- 1975: Lindsay Ring، 3rd Baron Rothschild  [لغات أخرى]‏,
- 1976: Hugh Bullock (honorary; first US citizen to receive this honour), Robin Gillett، Sir Murray MacLehose  [لغات أخرى]‏، Richard Ward  [لغات أخرى]‏
- 1977: Robert Mark, بيتر وايت  [لغات أخرى]‏, Peter Vanneck[30]
- 1978: Peter Le Cheminant، Kenneth Cork، رونالد دافيسون
- 1979: Peter Gadsden، Yuet-keung Kan  [لغات أخرى]‏، The Earl St Aldwyn  [لغات أخرى]‏

## 1980s
- 1980: Hugh Beach، Ronald Gardner-Thorpe[31]
- 1981: Robert Freer، Christopher Leaver
- 1982: Anthony Farrar-Hockley، John Fieldhouse، Anthony Jolliffe، Anthony Morton، Francis Vallat
- 1984: John Gingell، Alan Traill
- 1985: Allan Davis، Frank Kitson
- 1986: David Rowe-Ham
- 1987: Faisal Alhegelan (honorary), Joshua Hassan، Kenneth Newman، The Lord Plowden  [لغات أخرى]‏، Greville Spratt,
- 1988: Kenneth Berrill، Christopher Collett، طاهر المصري (honorary), كاسبار واينبرغر (honorary)
- 1989: Hugh Bidwell، Sze-yuen Chung  [لغات أخرى]‏, توماس إيشلباوم  [لغات أخرى]‏,[32] David Harcourt-Smith، ساندي وودورد[33]

## 1990s
- 1990: Alexander Graham، Sir Richard Vincent  [لغات أخرى]‏,[34] Sir Tasker Watkins  [لغات أخرى]‏,
- 1991: Jeremy Black  [لغات أخرى]‏، باتريك هاين,[35] Brian Jenkins  [لغات أخرى]‏
- 1992: Francis McWilliams، Anthony Skingsley
- 1994: Sir Kenneth Eaton  [لغات أخرى]‏
- 1997: The Lord Keith of Kinkel  [لغات أخرى]‏، Sir John Willis  [لغات أخرى]‏,
- 1998: جاكوب روتشيلد، بيل راتن
- 1999: بيتر أبوت,[36] Sir Stephen Brown  [لغات أخرى]‏، جورج ميتشل (honorary)

## 2000s
- 2000: إدوارد جورج[37]
- 2002: Sir Anthony Bagnall  [لغات أخرى]‏,[38] ميخائيل سيدني بيري,[39] Sir Ronald Waterhouse  [لغات أخرى]‏[39]
- 2004: Sir سيريل تايلور[40]
- 2007: Sir David Cooksey  [لغات أخرى]‏,[41] Sir Timothy Granville-Chapman  [لغات أخرى]‏[42]

## عقد 2010
- 2011: مارفن كينج,[43] The Earl of Selborne  [لغات أخرى]‏,[44] The Lord Weidenfeld  [لغات أخرى]‏[44]
- 2012: جون باركر[45]
- 2013: ألان بود,[46] كيث ميلز[46]

### 2014
- القسم المدني
  - Sir John Bell  [لغات أخرى]‏ (31 ديسمبر)[47]
  - راتان تاتا (honorary) (date unknown)[48]

### 2015
- القسم العسكري
  - Air chief marshal Sir Stuart Peach  [لغات أخرى]‏ (31 ديسمبر)[49]

### 2016
- القسم المدني
  - إيان وود (11 يونيو)[50]
  - Sir Cyril Chantler  [لغات أخرى]‏ (31 ديسمبر)[51]

### 2017
- القسم المدني
  - السير مايكل رولينز (17 يونيو)[52]
  - ديفيد ويثيرال (17 يونيو)[52]
  - السير كيث بيترز (30 December)[53]

### 2018
- القسم المدني
  - السير كريغ ريدي (9 يونيو)[54]
  - كريستوفر غرينوود (9 يونيو)[55]